# ويليام تشانينج ويتني
ويليام تشانينج ويتني (بالإنجليزية: William Channing Whitney)‏ هو مهندس معماري أمريكي، ولد في 1851، وتوفي في 1945.